# 건릉 (당 고종)

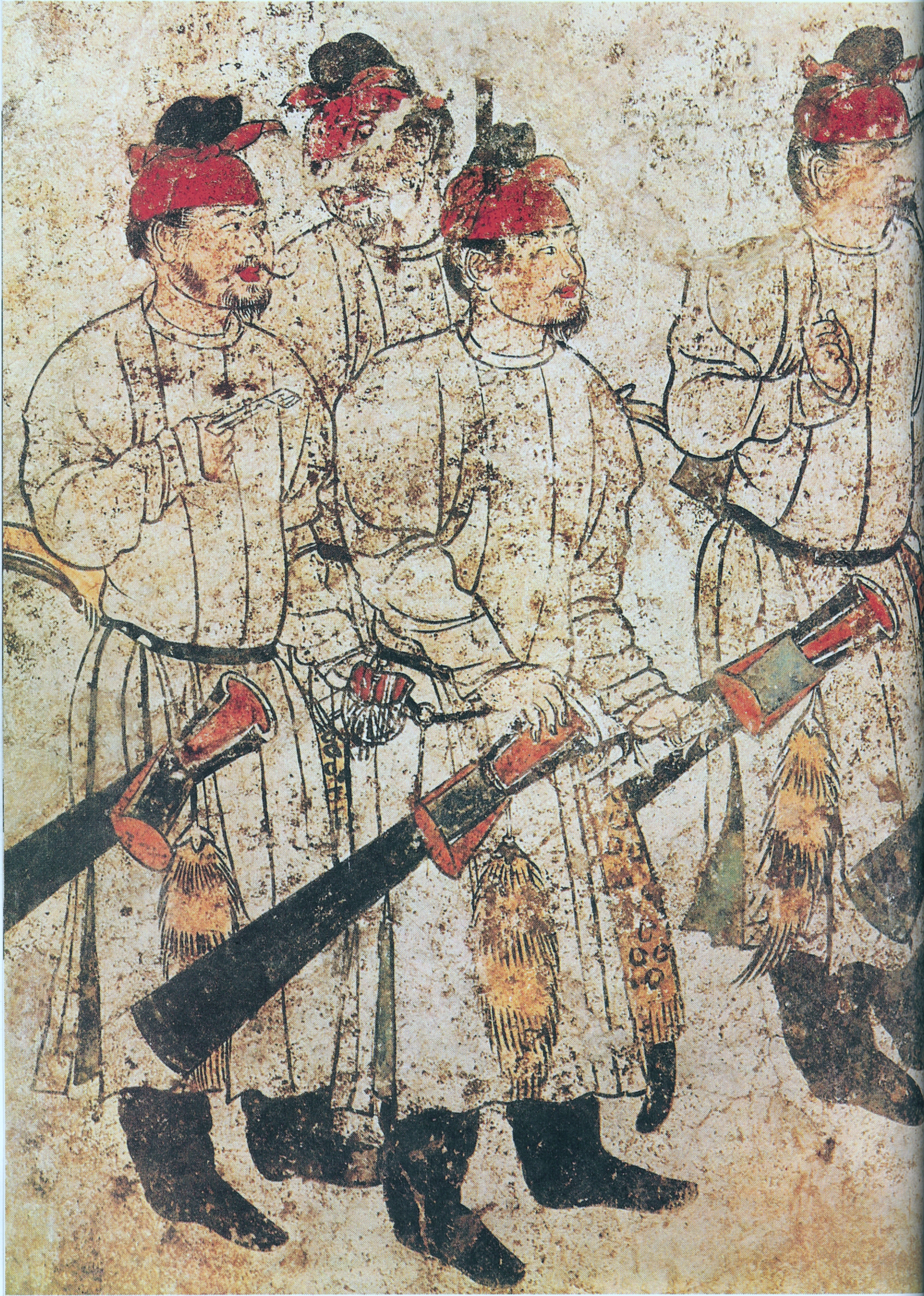
706년으로 거슬러 올라가는 이현의 무덤 벽화에 그려진 행렬 인물들; 각 인물의 키는 약 1.6m (63인치)이다.

건릉(중국어: 乾陵, 병음: Qiánlíng)은 당나라 (618–907)의 능묘 유적으로, 중국 산시성 (섬서성) 첸현에 위치하며, 시안시에서 북서쪽으로 85 km (53 mi) 떨어져 있다. 684년에 건설되었으며(706년까지 추가 건설), 이 능묘 단지에는 당나라의 황실 가문인 이씨 가문의 여러 구성원들의 유해가 안치되어 있다. 여기에는 당 고종 (r. 649–83)과 그의 아내인 측천무후가 포함되는데, 측천무후는 당나라 황위에 올라 690년부터 705년까지 중국의 유일한 여성 황제였다. 이 능묘는 지상에 있는 많은 당나라 석상과 지하 무덤 벽을 장식하는 벽화로 유명하다. 당 고종과 측천무후의 주 분구묘와 지하 무덤 외에도, 17개의 작은 딸린 무덤, 즉 배장묘(陪葬墓)가 있다. 현재까지 이 딸린 무덤들 중 5개만이 고고학자들에 의해 발굴되었는데, 3개는 황족의 무덤이고, 1개는 재상의 무덤이며, 다른 1개는 좌위(左衛) 장군의 무덤이다. 산시성 문화유산국은 2012년에 최소 50년 동안은 더 이상의 발굴이 없을 것이라고 선언했다.

## 역사

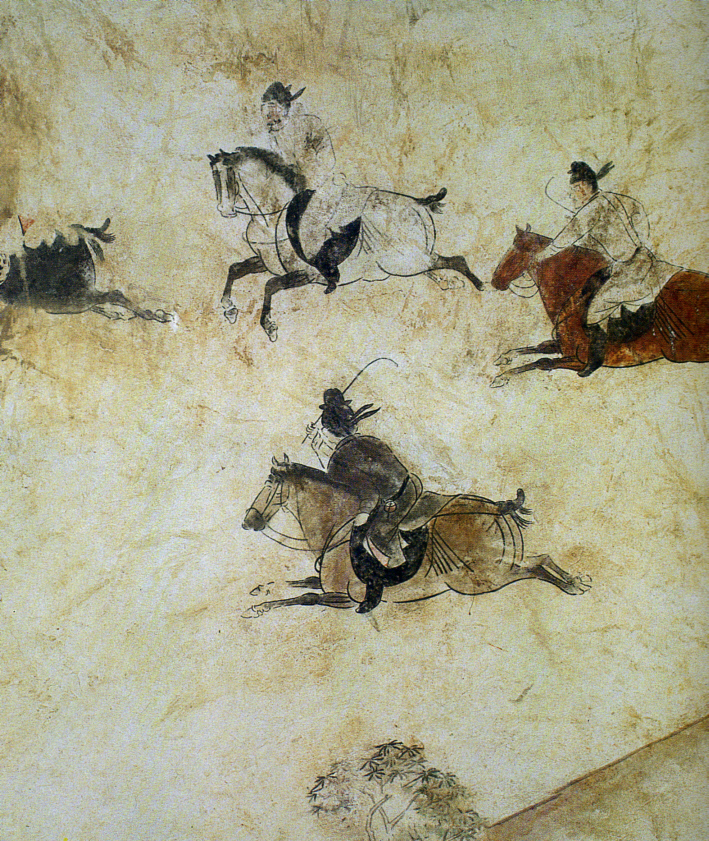
이현의 무덤 서쪽 벽에 있는 벽화의 상세 부분, 폴로 경기를 하는 당나라 궁정 선수들

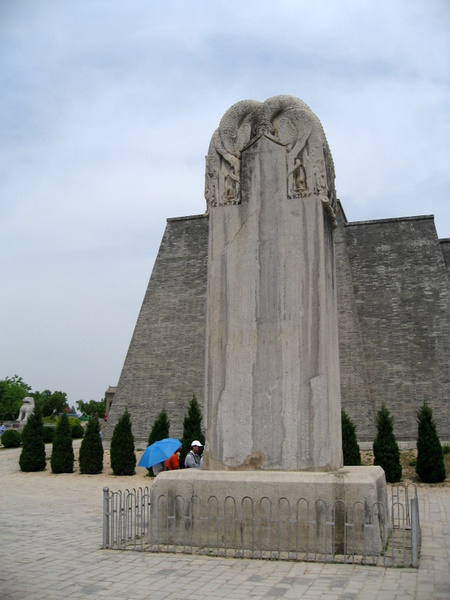
이 높이의 '무자비(無字碑)'는 측천무후를 기념하기 위해 건립되었으며 건릉 봉황문 동쪽에 위치한다. 능묘의 다른 비석들과 달리 글자가 새겨져 있지 않다. 무게는 98톤이며 조각된 용들로 장식되어 있다.

당 고종의 능묘 단지는 그가 사망한 지 1년 후인 684년에 완성되었다. 측천무후는 사망 후 706년 7월 2일 건릉에 당 고종과 합장되었다. 능묘 내 아들 이현 (장회태자, 653–84), 손자 이충윤 (소왕, 사후 의덕태자 추증, 682–701), 손녀 이선회 (영태부인, 사후 영태공주 추증, 684–701)의 무덤에는 706년 서기로 매장일이 새겨진 당나라 묘비명이 있어 사학자들이 무덤의 구조와 예술 작품의 연대를 정확히 파악할 수 있게 해준다. 사실, 수나라와 당나라 시대에 개인의 이름, 직위, 사망 및 매장 날짜를 기록한 묘비명을 매장하는 관행은 황족과 고위 관리의 무덤에서 일관되게 나타났다. 구당서와 신당서 모두 706년에 측천무후의 아들인 당 중종 (r. 684, 705–10, 이충윤과 이선회의 아버지이자 이현의 형제)이 측천무후의 정치적 숙청 희생자들을 무죄 방면하고 공주와 두 왕자를 포함하여 그들에게 명예로운 장례를 제공했다고 기록하고 있다. 황족 구성원들의 딸린 무덤 외에, 발굴된 다른 두 무덤은 재상 설원초 (622–83)와 좌위대장군 이진행의 것이다.
다섯 개의 딸린 무덤은 1960년대와 1970년대 초에 개봉 및 발굴되었다. 1995년 3월에는 당 고종과 측천무후의 무덤 발굴 노력에 대한 중국 정부에 조직적인 청원이 있었다. 2012년, 산시성 문화유산국은 유물 손상과 도난으로부터 무덤을 보호하기 위해 최소 50년 동안 능묘 부지에서 발굴이 허용되지 않을 것이라고 발표했다.

## 위치
마우솔레움은 웨이허 북쪽의 양산에 위치하며, 해발 1,049 미터 (3,442 ft) 높이에 있다. 능묘 부지는 동쪽으로는 계곡이, 서쪽으로는 협곡이 인접해 있다. 각 무덤의 위치를 표시하는 분구묘가 있지만, 대부분의 무덤 구조는 지하에 있다. 남쪽 봉우리에 있는 분구묘는 젖꼭지 모양을 닮았다고 하여 나이투산(Naitoushan) 또는 "젖꼭지 언덕"이라고 불린다. 젖꼭지 언덕은 언덕의 이름을 강조하기 위해 각 언덕 꼭대기에 세워진 탑들과 함께 건릉으로 들어가는 관문을 이룬다. 주 분구묘는 북쪽 봉우리에 있으며, 가장 높은 분구묘로 당 고종과 측천무후의 묘지이다. 이 북쪽 봉우리 중턱에 건축가들은 산 바위 속으로 61-미터-길이 (200 ft)와 4-미터-너비 (13 ft)의 터널을 파서 산 깊숙이 위치한 내부 묘실로 연결했다. 이 단지는 원래 두 개의 벽으로 둘러싸여 있었는데, 현재는 내부 벽의 네 개의 문루를 포함한 흔적들이 발견되었다. 내부 벽은 두께가 2.4 미터 (7 ft 10 in)이며, 총 둘레는 5,920 미터 (19,420 ft)로, 사다리꼴 형태의 240,000 제곱미터 (2,600,000 ft2) 면적을 둘러싸고 있다. 외부 벽의 일부 모서리 부분만이 발견되었다. 당나라 시대에는 건릉을 둘러싸고 수백 채의 주택들이 있었는데, 이 주택들에는 능묘의 부지와 건물을 관리하는 가족들이 살았다. 이 주택들의 일부 흔적은 이후 발견되었다. 능묘의 내부 벽 남문에 위치한 목재 제물당의 건물 기초도 발견되었다.

## 신도

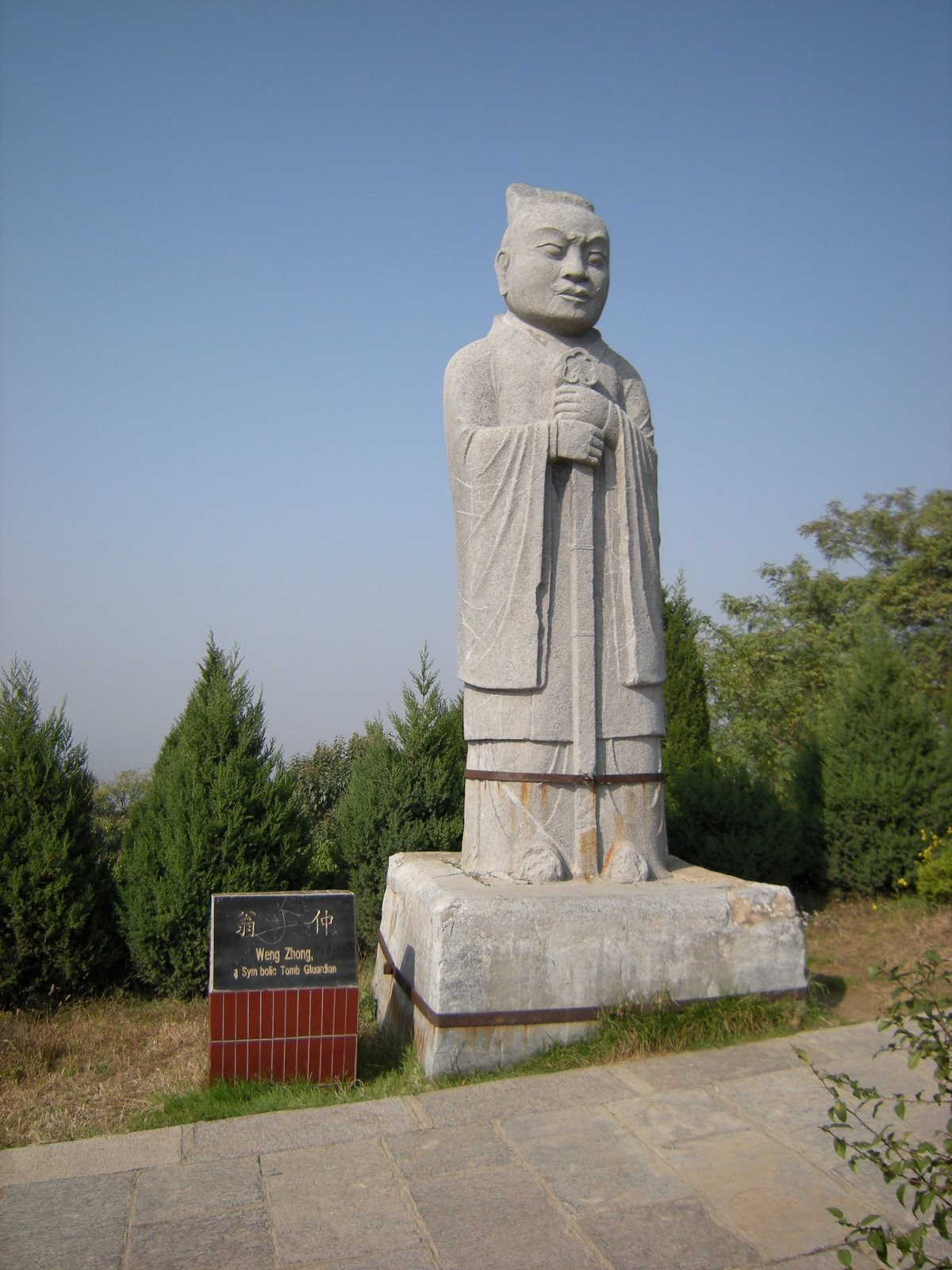
신도를 따라 늘어선 돌로 조각된 수호상

머리 없는 외국 사절들의 석상

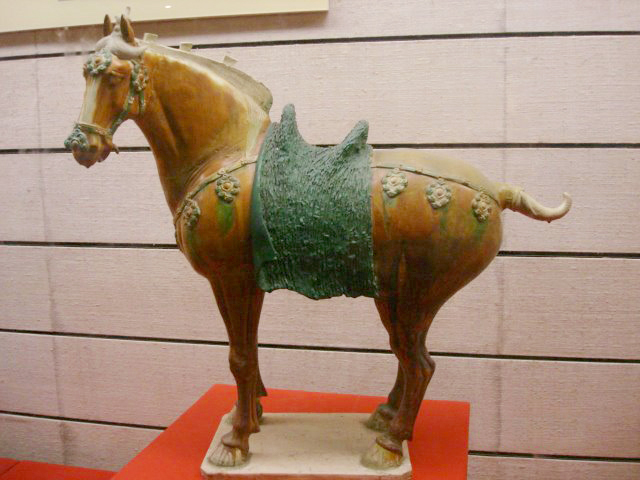
이충윤의 무덤에서 출토된 당삼채 말 입상, 현재 산시 역사 박물관에 전시되어 있다.

능묘로 이어지는 길은 신도이며, 양쪽에는 송나라와 명나라 무덤과 같은 후대 무덤처럼 석상이 늘어서 있다. 건릉의 석상에는 말 (동물), 날개 달린 말, 마부가 있는 말, 사자, 타조, 관리, 외국 사절 등이 포함된다. 튀르크족의 칸은 620년에 당나라 조정에 타조를 바쳤고, 650년에는 투샤라 왕국에서 또 다른 타조를 보냈다. 683년 경으로 추정되는 건릉의 부조 조각에서는 중국 전통 봉황이 타조의 몸을 본떠 만들어졌다. 사학자 토니아 에크펠트(Tonia Eckfeld)는 능묘에서 이국적인 외국 조공품인 타조에 대한 예술적 강조는 "타조를 보낸 외국인이나 그들이 온 장소가 아니라 중국과 중국 황제의 위대함의 상징"이었다고 말한다. 에크펠트는 또한 680년대에 조각된 61개의 외국 외교관 석상들이 당나라의 "광범위한 권력과 국제적 위상"을 나타낸다고 주장한다. 현재 머리가 없는 이 석상들은 당 고종의 장례식에 참석했던 외국 외교관들을 나타낸다. 사학자 안젤라 하워드(Angela Howard)는 이선회(Li Xianhui)와 같은 보조 무덤의 신도에 있는 석상들은 당 고종과 측천무후의 묘소로 이어지는 건릉의 주요 신도에 있는 석상들보다 크기가 작고, 품질이 떨어지며, 수가 적다고 언급한다. 석상 외에도 악귀를 쫓는 용도로 사용된 팔각 석주들이 양쪽에 늘어서 있다. 당 고종을 기리는 6.3-미터-높이 (21 ft)의 다층 석비 또한 길을 따라 위치하며, 그의 업적을 기리는 비문이 새겨져 있다. 이 비석은 측천무후의 비석과 나란히 서 있는데, 이 비석에는 글자가 새겨져 있지 않다. 주요 분구묘 옆에 추가로 세워진 석비는 중기 청나라 시대에 건륭제 (r. 1735–96)에 의해 건립되었다.

## 무덤
당 고종과 측천무후의 무덤 묘실은 양산 깊숙한 곳에 위치하는데, 이는 당 태종 (r. 626–49)이 구종산에 그의 무덤을 건설하면서 시작된 경향이다. 당나라 18명의 황제 중 14명은 자연산을 그들의 무덤의 봉토로 사용했다. 황족 구성원만이 자연산 내에 무덤을 가질 수 있었고, 관리와 귀족의 무덤은 인공 분구묘와 완전히 지하에 있는 묘실을 특징으로 했다. 푸시녠(Fu Xinian)은 황제의 자녀들은 잘린 피라미드 형태의 무덤을 가질 수 있었지만, 고위 관리나 낮은 신분의 무덤 건축가는 원뿔형 분구묘만 가질 수 있었다고 기록했다. 관리들의 원뿔형 무덤은 주변에 하나의 벽을 가질 수 있었지만, 오직 하나의 문—남쪽에 위치—만 허용되었다. 딸린 무덤들은 지하 묘실 위에 잘린 피라미드 형태의 분구묘를 특징으로 하며, 지상 출입구와 함께 경사진 경사로로 접근한다. 각 무덤의 경사로에는 6개의 수직 통로가 있어 물품을 경사로의 측면 벽감으로 내릴 수 있었다.
이 지하 무덤들의 각 주 홀은 짧은 복도로 연결된 두 개의 사각형 벽돌로 된 매장실로 이어진다. 이 묘실들은 돔형 천장을 특징으로 한다. 이현의 무덤은 실제 완전히 돌로 된 문을 특징으로 하는데, 이는 한나라와 서진 시대에 나타났던 무덤 경향으로 북제 시대에는 더욱 흔해졌다. 570년 루이(Lou Rui) 무덤의 양식적인 돌문은 이현의 무덤에 있는 것과 같은 당나라 돌문과 매우 유사하다.
다른 많은 당나라 무덤들과 달리, 건릉의 황실 무덤 내부의 보물들은 도굴꾼들에게 도난당하지 않았다. 실제로 이충윤의 무덤에서만 금, 구리, 철, 세라믹 입상, 삼색유 입상, 삼색유 도자기 등 천 개 이상의 품목이 발견되었다. 고고학자들에 의해 발굴되었을 때, 이현, 이충윤, 이선회의 무덤에서는 총 4,300개 이상의 유물이 발견되었다. 그러나 능묘의 부속 무덤들은 도굴꾼들에게 약탈당했다. 이충윤의 무덤에서 발견된 세라믹 입상 중에는 금붙임 장식을 한 말들이 무장하고 갑옷을 입은 병사들을 태우고, 플루트를 연주하며, 트럼펫을 불고, 채찍을 흔들어 말들을 재촉하는 모습이 있었다. 이현의 무덤에서 발견된 세라믹 조각품에는 문관, 전사, 무덤 수호 동물 입상이 포함되어 있었는데, 이들 모두 높이가 1 미터 (3 ft 3 in)를 넘었다.

### 이선회
이선회는 당 중종과 폐후 위씨의 딸이었다. 그녀는 16세의 나이에 할머니 측천무후에 의해 남편과 함께 살해되었을 가능성이 높다. 측천무후가 사망하고 그녀의 아버지가 왕위에 오르자, 그녀는 705년에 건릉에 있는 웅장한 무덤에 다시 안장되었다. 그녀의 무덤은 1960년에 발견되어 1964년부터 발굴되었다. 과거에 도굴당했을 가능성이 높으며, 매장 직후에 귀금속류가 도난당했지만, 도둑들은 800개가 넘는 도자 무덤 인물상에는 손대지 않았고, 광범위한 프레스코는 손상되지 않았다. 도둑들은 서둘러 떠났고, 은제 품목들을 여기저기 흩어놓았으며, 그들 중 한 명의 시체도 남겨두었다. 무덤은 지상 12미터 높이로 솟아오른 납작한 피라미드와 프레스코로 장식된 길고 경사진 입구 터널을 가지고 있었는데, 이는 지상 12미터 아래에 높은 돔형 지붕을 가진 전실과 실제 무덤실로 이어졌다.

## 벽화

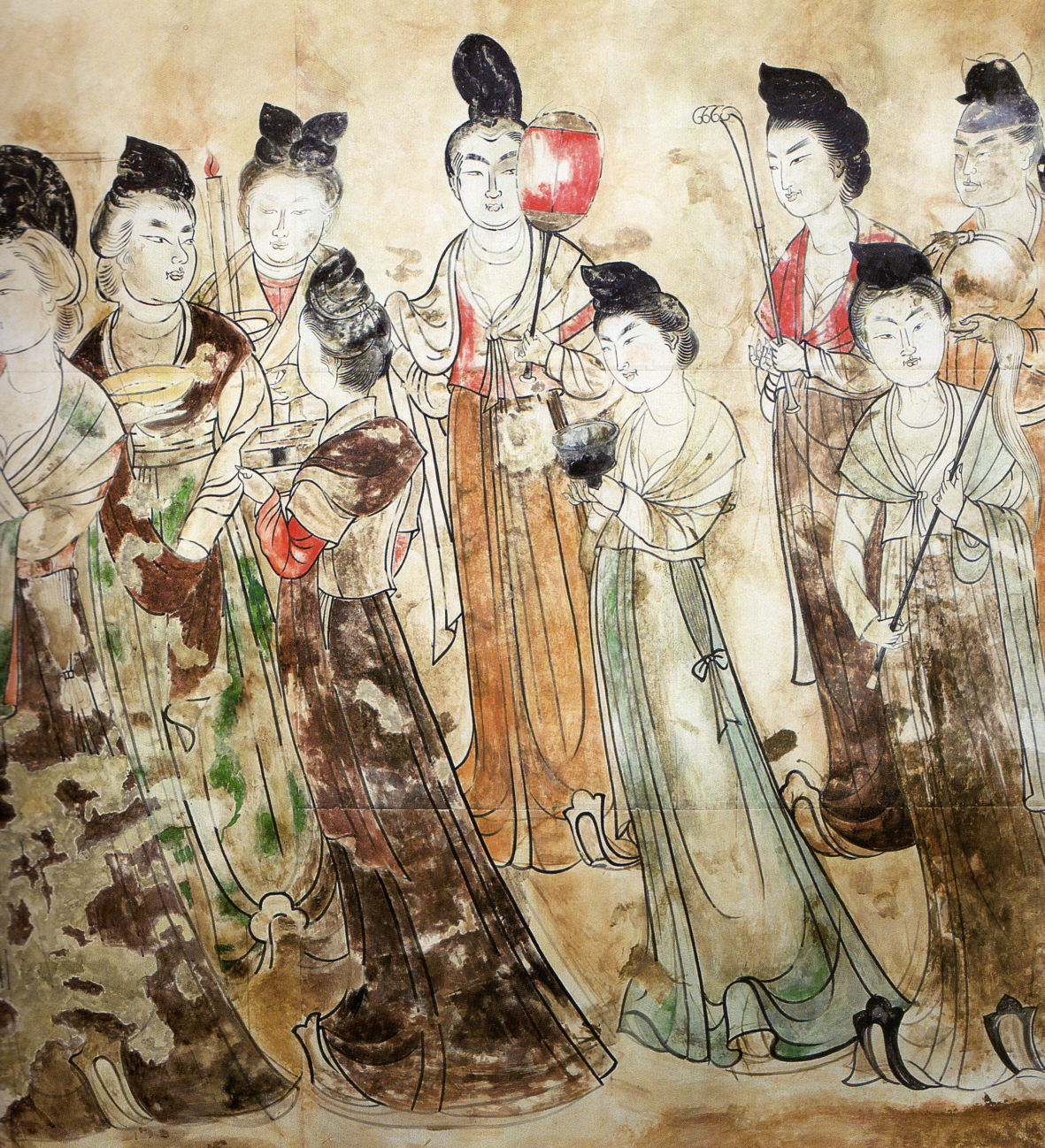
이선회의 무덤 벽화에 그려진 당나라 궁정 여인들. 이선회 무덤의 실제 벽화는 원본이 더 잘 보존될 수 있도록 산시 역사 박물관에 보관되어 있어 현재는 복제품으로 대체되었다.

이현, 이충윤, 이선회를 위해 발굴된 무덤들은 모두 벽화로 장식되어 있으며, 여러 개의 수직 통로 입구와 아치형 묘실을 특징으로 한다. 사학자 메리 H. 퐁(Mary H. Fong)은 이현, 이충윤, 이선회의 무덤 지하 홀에 있는 벽화는 익명의 전문 무덤 장식가들의 작품이지 유명한 궁정 화가들의 두루마리 그림이 아니라고 말한다. 주로 장례 예술이지만, 퐁은 이 당나라 무덤 벽화들이 840년대 주징현(Zhu Jingxuan)의 당조명화록(Tang Chao minghua lu, '당나라의 유명 화가들')이나 847년 장언원의 역대명화기(Lidai Minghua ji, '역대 유명 화가들의 기록')와 같은 당나라 시대 문서에 제시된 그림에 대한 희소한 설명에 대해 "절실히 필요한 참고 자료"라고 주장한다. 퐁은 또한 "기운생동(氣韻生動)" 또는 치윈선둥(qiyun shendong)을 통해 "생동감을 표현하는" 회화 기술—염입본, 주방, 첸훙(Chen Hong)과 같은 유명한 당나라 화가들과 관련된 예술 비평—이 익명의 당나라 무덤 화가들에 의해 달성되었다고 주장한다. 퐁은 다음과 같이 쓴다.

장회태자 무덤의 "궁정 수비대"와 "두 명의 좌상 시종"은 이러한 점에서 특히 뛰어나다. 나이의 상대적 차이가 잘 표현되었을 뿐만 아니라, 늠름한 수비대 장교는 정중하면서도 자신감 있는 태도를 보이며, 앉아 있는 두 사람은 진지한 대화에 깊이 몰두해 있음이 분명하다.

무덤 벽화의 또 다른 중요한 특징은 건축물 표현이었다. 건축 역사가들이 연구할 수 있는 기존의 당나라 석탑과 벽돌 탑의 수많은 예가 있지만, 8세기와 9세기부터 남아있는 목조 전각은 단 6개뿐이다. 당나라 수도인 장안의 거대한 궁궐들의 판축 기초만이 남아있다. 그러나 건릉의 이충윤 무덤에 있는 목조 건축물 벽화 장면 중 일부는 역사가들에 의해 당나라 시대 태자의 거처인 동궁(東宮)을 나타내는 것으로 제시되었다. 사학자 푸시녠(Fu Xinian)에 따르면, 이충윤 무덤의 벽화는 당나라 수도의 건물들을 나타낼 뿐만 아니라, "지하 묘실, 환기 통로, 칸막이, 그리고 공기 우물의 수는 무덤 주인이 살아있을 때 거주했던 안뜰, 본당, 방, 그리고 복도의 수를 나타내는 것으로 여겨진다." 이충윤의 무덤 묘실로 이어지는 경사진 경사로의 지하 홀과 전실로 들어가는 문 입구에는 궐과 유사한 여러 몸체를 가진 궐 문루의 벽화가 그려져 있는데, 이는 장안에서 조사된 기초와 유사하다.
더럼 대학교 명예 연구원인 앤 팔루단(Ann Paludan)은 그녀의 『중국 황제 연대기』(1998)에서 건릉 무덤 벽화의 다음 사진들에 대한 설명을 제공한다:

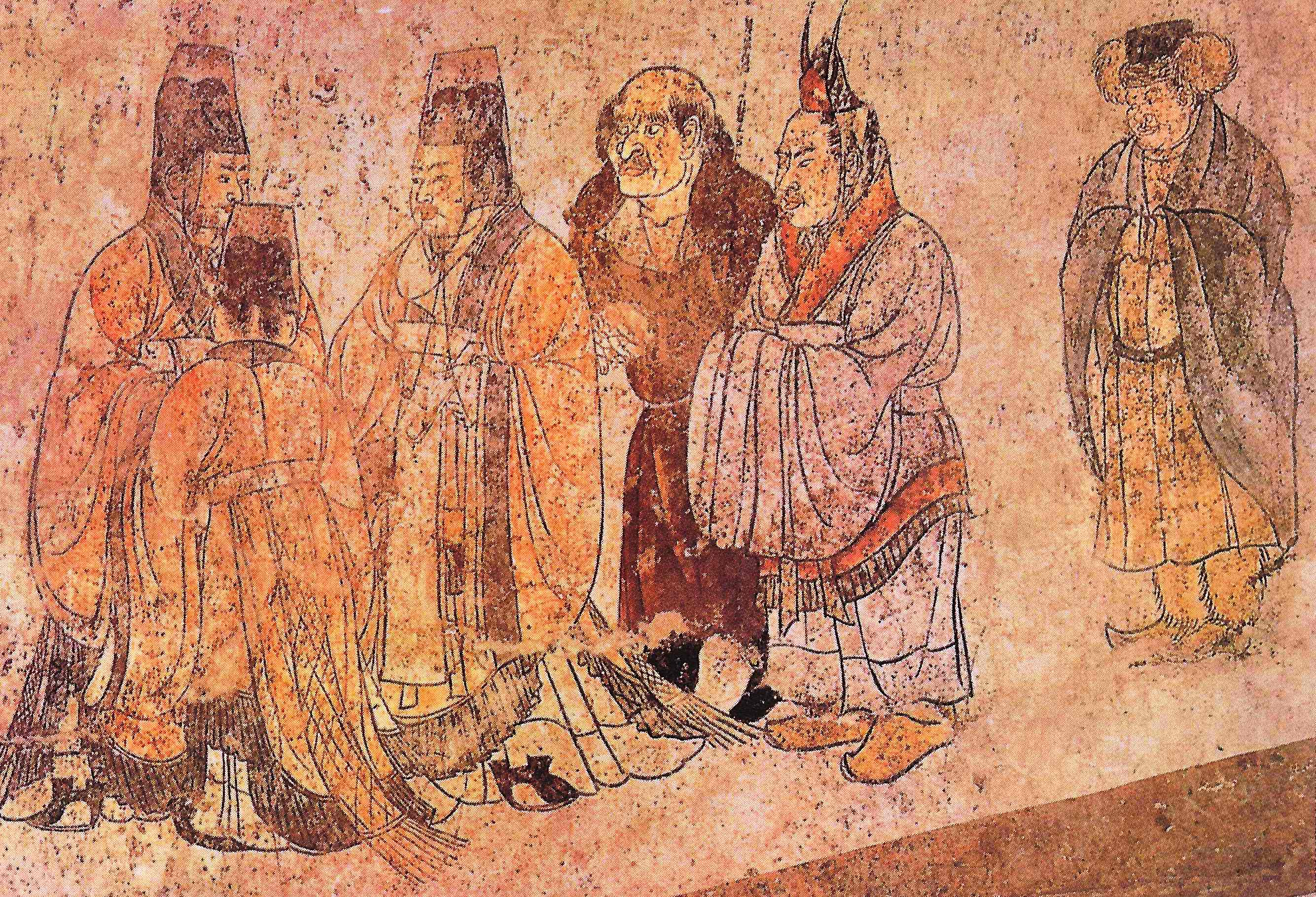
"이 벽화에서 외국 대사들이 궁정에서 접견받고 있다. 오른쪽에 우아하게 옷을 입은 두 인물은 신라에서 온 사절이며, 중앙의 머리칼이 없고 코가 큰 인물은 서방에서 온 사절이다. 이현 무덤 벽화, 건릉, 산시성, 706년."
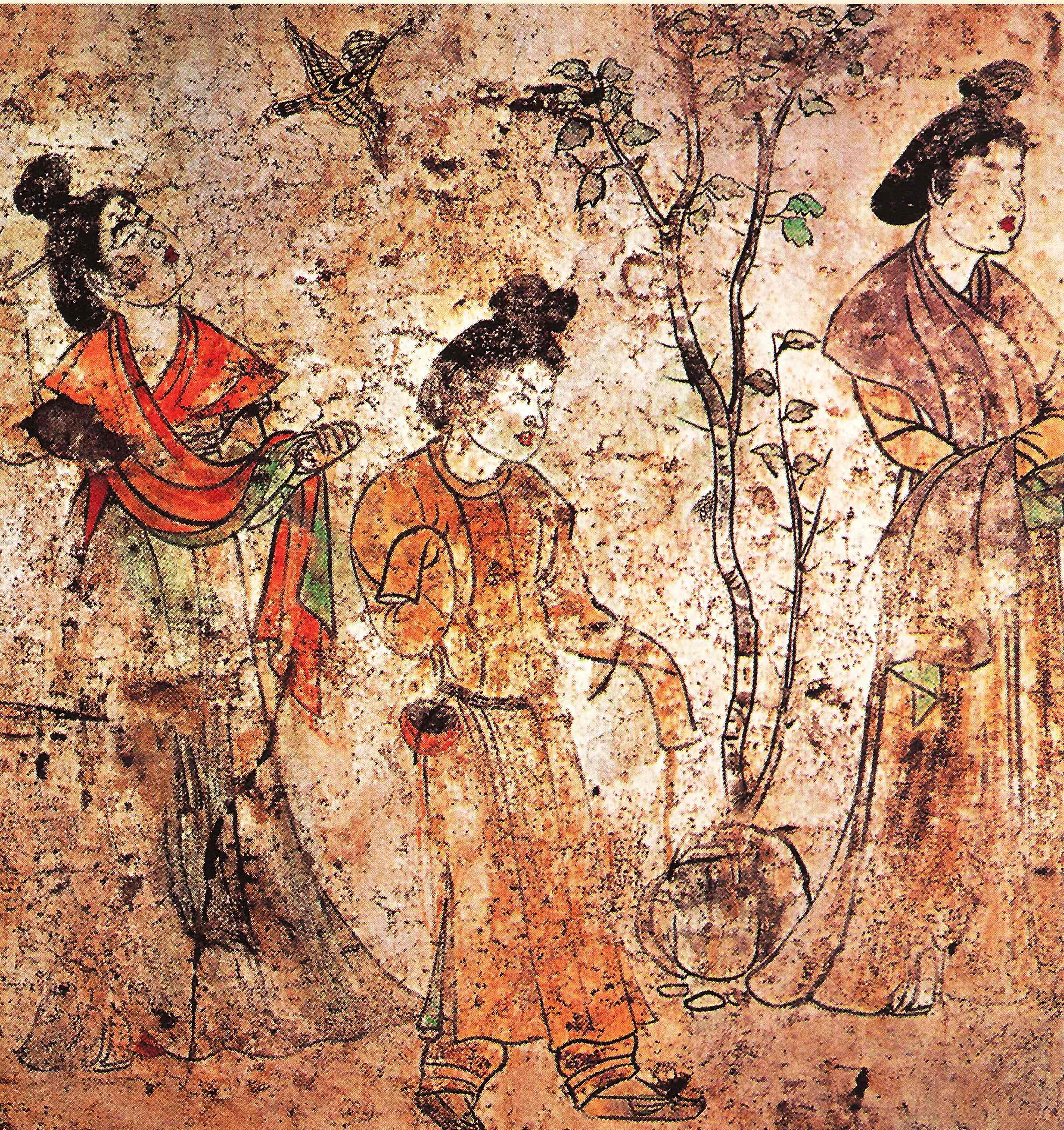
"정원에 있는 궁녀들의 무리, 그때 후투티 한 마리가 날아간다. 벽화, 당 고종의 6남 이현의 무덤, 건릉, 산시성, 706년."
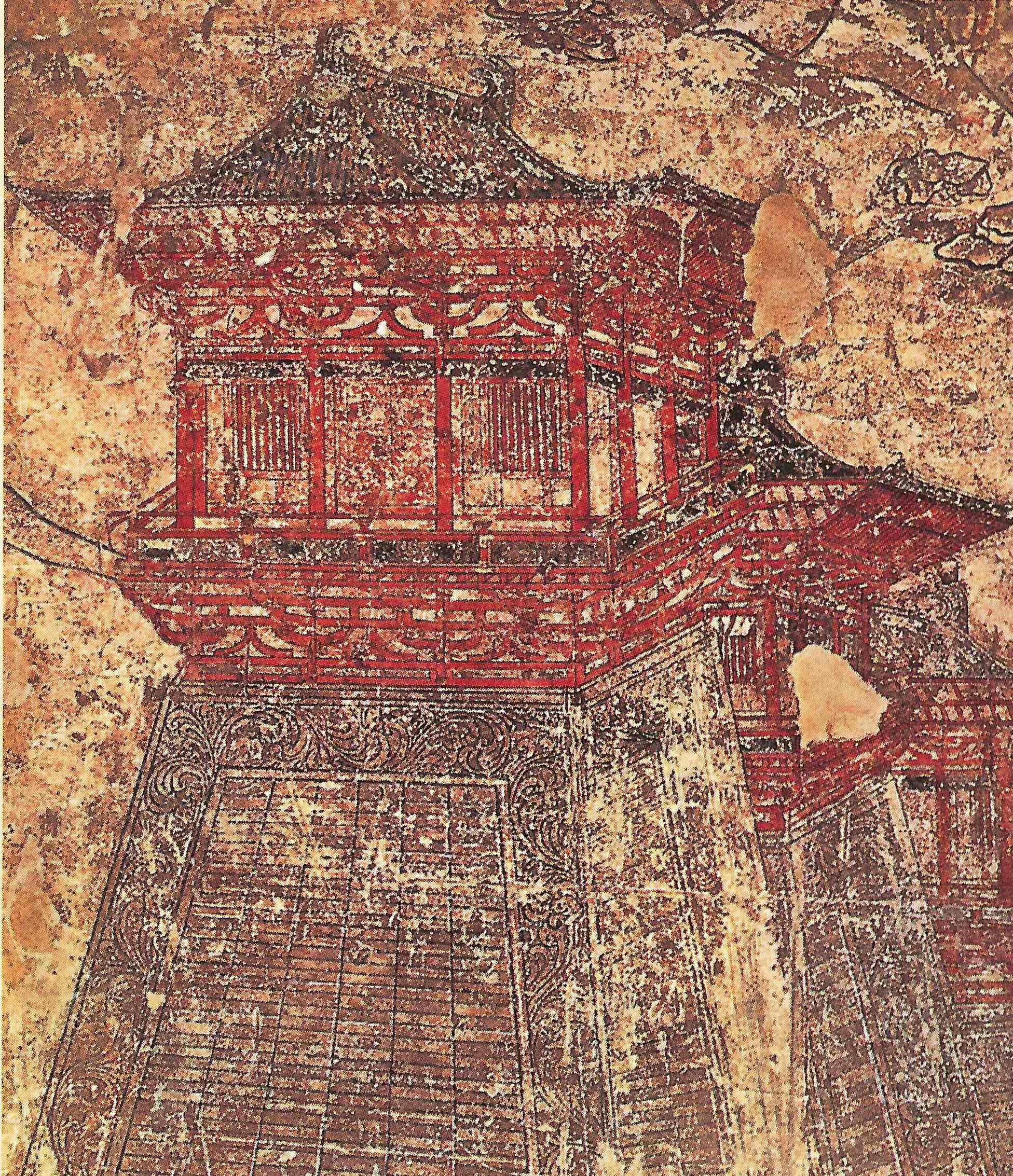
"8세기 초 이덕태자 무덤의 벽화는 솟아오른 문루와 모퉁이 탑이 있는 장안 성벽의 웅장함을 보여준다."[40] (이 벽화 부분에 묘사된 탑은 궐이다.)
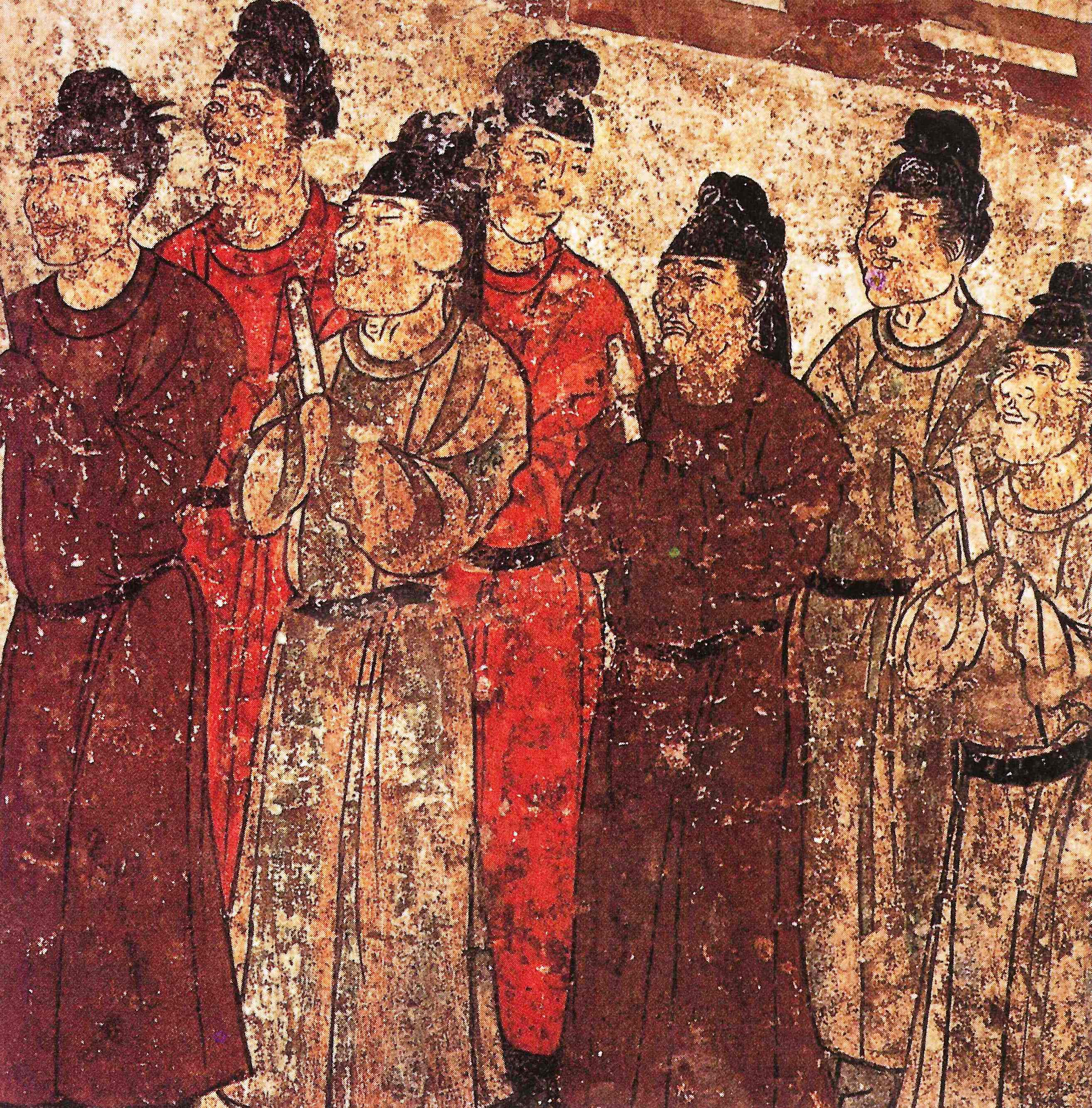
"환관들. 장회태자 무덤 벽화, 706년, 건릉, 산시성."

## 같이 보기
- 중국의 피라미드
- 소릉 (당)

### 인용
1. 1 2 3  Valder (2002), 80.
2. ↑  Eckfeld (2005), 26.
3. 1 2  Eckfeld (2005), 26–27.
4. 1 2  Zhang, Chan (2012년 1월 17일). “No excavation of Qianling Mausoleum, official says”. 《China News Service》. 2018년 7월 2일에 확인함.
5. ↑  “The Qianling Mausoleum”. The Government Website of Shaanxi Province. 2016년 4월 5일에 원본 문서에서 보존된 문서. 2015년 11월 7일에 확인함.
6. 1 2 3 4  Eckfeld (2005), 23.
7. 1 2 3 4 5 6 7 8  Qianling Mausoleum of the Tang Dynasty 보관됨 2014-11-27 - 웨이백 머신. China Internet Information Center.  Retrieved 2008-02-10.
8. 1 2  Fu, "The Sui, Tang, and Five Dynasties," 107.
9. ↑  자치통감, vol. 208.
10. ↑  Academia Sinica's Chinese and Common Calendar Converter 보관됨 12 5월 2018 - 웨이백 머신.
11. ↑  Fong (1984), 35–36.
12. 1 2  Fong (1991), 147.
13. 1 2  Fong (1984), 36.
14. ↑  Eckfeld (2005), 29.
15. ↑  Jay (1996), 228, footnote 59.
16. 1 2 3 4 5 6  Eckfeld (2005), 21.
17. ↑  Turner (1996), 780.
18. ↑  Eckfeld (2005), 22–23.
19. 1 2  Eckfeld (2005), 23–24.
20. ↑  Eckfeld (2005), 25.
21. ↑  Howard (2006), 71.
22. 1 2  Fu, "The Sui, Tang, and Five Dynasties," 106.
23. 1 2 3 4 5 6  Fu, "The Sui, Tang, and Five Dynasties," 108.
24. 1 2 3 4  Steinhardt (1997), 274.
25. 1 2  Fong (1991), 155.
26. ↑  Dillon (1998), 311.
27. ↑  The Tomb of Prince Yide.  TravelChinaGuide. Retrieved 2008-02-11.
28. ↑  Watson, 136
29. ↑  Watson, 136–141,
30. ↑  The Tomb of Princess Yongtai.  TravelChinaGuide. Retrieved 2008-02-11.
31. ↑  《Shaanxi History Museum》, 2005년 5월 4일에 원본 문서에서 보존된 문서, 2008년 2월 12일에 확인함.
32. ↑  Guo (2004), 12.
33. ↑  Fong (1984), 37.
34. ↑  Fong (2005), 38.
35. ↑  Fong (1984), 53.
36. ↑  Steinhardt (2004), 223, 228–229, 238.
37. 1 2  Steinhardt (1990), 103–108.
38. ↑  Paludan (1998), 98.
39. ↑  Paludan (1998), 103.
40. ↑  Paludan (1998), 106.
41. ↑  Paludan (1998), 115.